# 山極伸之
山極 伸之（やまぎわ のぶゆき、1961年10月24日 - ）は、日本の仏教学者、佛教大学元学長。専攻は仏教学、パーリ学。

## 経歴
1961年、長野県千曲市で生まれた。佛教大学文学部を卒業し、佛教大学大学院に進んだ。博士後期課程を単位取得満期退学。
1989年から1991年まで、マールブルク大学宗教資料収集研究所客員研究員として勤務。1998年、佛教大学文学部講師となり、同年助教授に昇格した。2000年から1年間、イェール大学客員研究員。2006年、佛教大学文学部人文学科教授に昇格。2009年、佛教大学長に就いた。2010年からは佛教大学仏教学部教授。
また、同年に学位論文『インド部派仏教教団論と律蔵の歴史』を佛教大学に提出して文学博士号を提出。2015年3月31日、佛教大学学長を退任した。

## 著作
著書
- Das Pāṇḍulohitakavastu, Über die verschiedenen Verfahrensweisen der Bestrafung in der buddhistischen Gemeinde, Neuausgabe der Sanskrit-Handschrift aus Gilgit, tibetischer Text und deutsche Übersetzung, Marburg 2001[9]

論文
- CiNii>山極伸之
- INBUDS>山極伸之